# Ilango Adigal
Ilango Adigal sau Ilankō Aṭikal (în limba tamilă: இளங்கோ அடிகள்) a fost un călugăr jainist și poet indian de limbă tamilă, care a trăit prin secolul al V-lea.
Poemul său epic de factură erotică, Cilappatikāram ("Poveste despre brățara de picior cu pietre prețioase"), monument al literaturii tamile, s-a bucurat de o deosebită popularitate în acea epocă, fiind, alături de Ramayana și Mahābhārata, una dintre cele mai importante opere ale literaturii indiene vechi.